# Filozofska fakulteta v Würzburgu II
Filozofska fakulteta v Würzburgu II (nemško Philosophische Fakultät II) je fakulteta, ki deluje v okviru Univerze v Würzburgu in je bila ustanovljena leta 1972.